# Irisleabhar na Gaedhilge
Irisleabhar na Gaedhilge (Diari Gaèlic, en anglès Gaelic Journal) va ser una publicació periòdica "dedicada exclusivament a la conservació i el cultiu de la llengua irlandesa". Segons Tomas O Flannghaile fou "la primera publicació dedicada a la llengua irlandesa viva". Ha estat descrit per l'historiador Donnchadh Ó Corrain com "el primer diari bilingüe irlandès important". Fou una manifestació primerenca del renaixement gaèlic, es va establir amb l'ajuda de Douglas Hyde, i publicat per primera vegada en 1882, per la Unió Gaèlica, i des de 1893 per la Lliga Gaèlica. Després d'algunes irregularitats inicials, la revista es publicà mensualment fins a 1909.

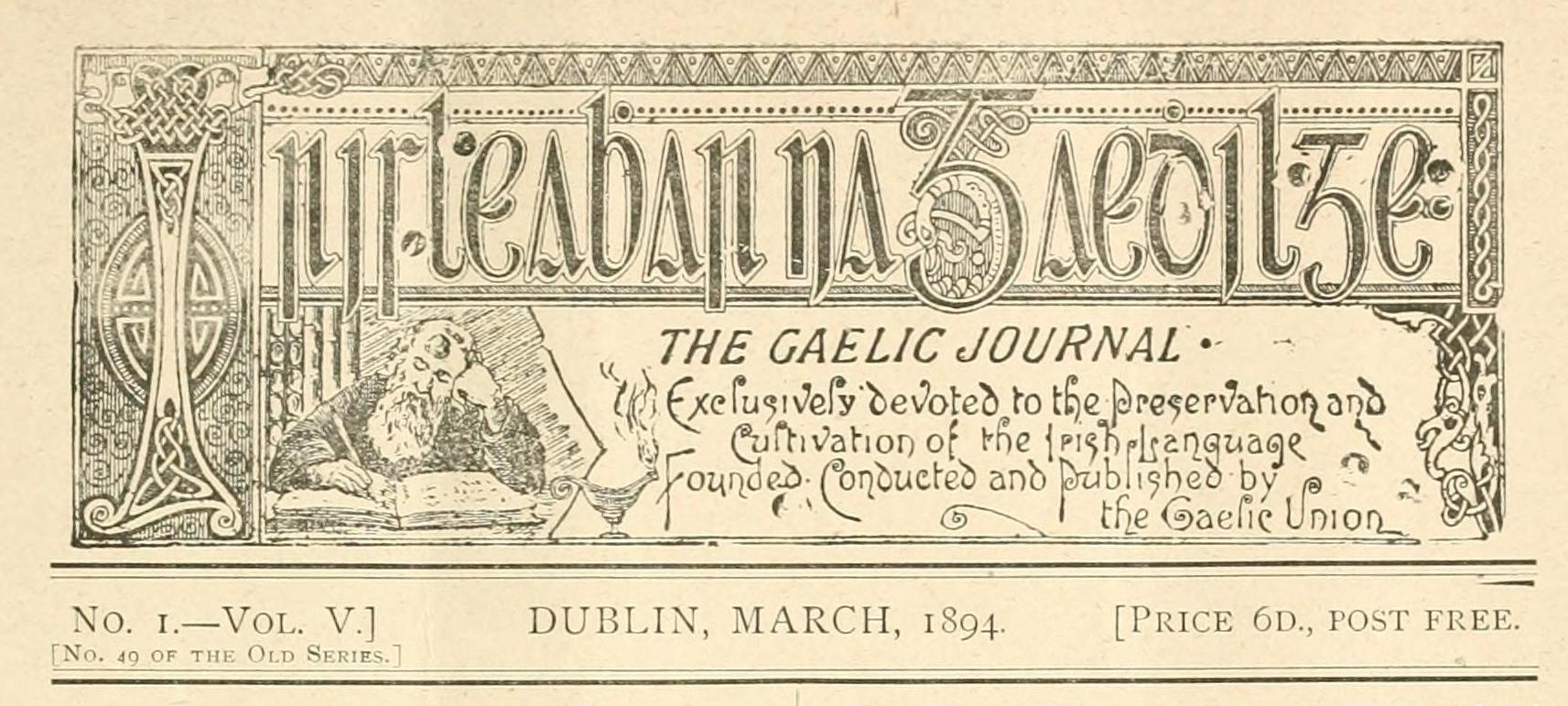
Des de 1894, la coberta té un nou logotip, on el nom irlandès de la publicació és dominant.

El seu primer director va ser David Comyn, seguit per John Fleming, Eoghan O'Growney i des novembre 1894 Eoin MacNeill. MacNeill va succeir Seosamh Laoide en 1899. De 1902 a 1909, l'editor era Tadhg Ó Donnchadha.
Els primers 48 exemplars van ser numerats consecutivament, amb el Volum 1 que consisteix en els números 1 a 12, el Volum 2 el números 13 a 24, i així successivament. En el Volum 5 en 1894 la numeració era 1-12 per a cada volum.
Irisleabhar na Gaedhilge/Gaelic Journal era bilingüe, amb texts en irlandès i d'anglès. També hi va haver publicar algun cop texts publicats en altres idiomes (gaèlic escocès, gal·lès i francès). El contingut va abastar molts gèneres, contes, texts literaris, poesia, estudis històrics, ficció i drama, així com articles sobre temes acadèmics i controvèrsies. També hi va haver una sèrie de "lliçons simples en irlandès", adaptada de la sèrie creada originalment per O'Growney per al Weekly Freeman.
En un article que va aparèixer sota el títol de La nostra posició en el tercer número del diari el gener de 1883, s'esmenten les causes i els organismes que van fer del diari una realitat, ja que
 (1) un gust cada vegada més gran entre la porció de lectura del nostre poble per les qüestions nacionals, i una idea més justa del valor de les coses com ara encara podem considerar nostres, (2) els treballs dels erudits irlandesos devots durant l'últim cinquanta anys com O'Donovan, O'Curry, Davis, Petrie, Todd, Arquebisbe MacHale, Canon Bourke, S. H. O'Grady, John Fleming, Hennessy i Whitley Stokes, alguns dels quals, feliçment, encara estan entre nosaltres, (3) els treballs dels acadèmics continentals en el camp general de la filologia indoeuropea, i en particular els de Pictet, Zeuss, Ebel, Gaidoz, de Jubainville, i altres en el camp especial de la filologia cèltica, (4) els treballs de les institucions científiques, com la Reial Acadèmia Irlandesa, la Societat Celta, fins i tot els de la Societat Arqueològica d'Irlanda, però sobretot els de la Societat Ossiànica, (5) la creació de la "Societat per a la Preservació de la Llengua Irlandesa" i (6), sobretot, la formació de la Unió Gaèlica, per cap altra societat o organisme que hagi pensat alguna vegada a posar en pràctica un mitjà de cultiva la llengua, o, de fet, de conrear la llengua viva. 
Les causes que havien "operat en contra del sorgiment d'una premsa irlandesa vernacla" es descriuen com a "més enllà de l'abast i de la província de discussió d'aquest diari", abans d'afegir que "però com que són òbvies, no cal referir-les aquí ".